# Georgia World Congress Center
Het Georgia World Congress Center is een Amerikaans conferentiecentrum en evenementenhal in Atlanta, Georgia. Het centrum wordt beheerd door de staat Georgia, en heeft een omvang van 360.000 vierkante meter aan tentoonstellingsruimte, vergaderzalen en lokalen, waarmee het na McCormick Place in Chicago en het Orange County Convention Center in Orlando het grootste conferentiecentrum van de Verenigde Staten is. 
Jaarlijks bezoeken meer dan een miljoen bezoekers het conferentiecentrum. Bij de opening in 1976 was het het eerste conferentiecentrum dat door een staat werd beheerd. Later werd aangrenzend aan het centrum door dezelfde beheerders ook het Centennial Olympic Park en de Georgia Dome ontwikkeld. Aan de overkant van de Andrew Young International Boulevard in het zuiden bevindt zich het hoofdkwartier van CNN, het CNN Center en de State Farm Arena. Ook aangrenzend, aan de noordoostelijke kant liggen Georgia Aquarium en World of Coca-Cola. Het hele gebied heeft een oppervlakte die een derde van Downtown Atlanta bestrijkt.
Oorspronkelijk in 1976 was er enkel gebouw A, bij uitbreidingen in 1985 en 1992 werden verschillende gedeeltes van gebouw B afgewerkt, in 2002 werd ook gebouw C geopend. Na een zware storm in 2008 met veel stormschade, volgden ook nog herstel- en renovatiewerken.
In het conferentiecentrum werden ook de competities van enkele sportdisciplines georganiseerd tijdens de Olympische Zomerspelen 1996 waaronder handbal, schermen, judo, gewichtheffen, tafeltennis, worstelen en het schermen en schieten van de moderne vijfkamp.